# سكوت روبنسون
سكوت روبنسون (بالإنجليزية: Scott Robinson)‏ (12 مارس 1992 بإدنبرة في المملكة المتحدة - ) هو لاعب كرة قدم بريطاني في مركز الهجوم. شارك مع منتخب اسكتلندا تحت 16 سنة لكرة القدم ومنتخب اسكتلندا تحت 17 سنة لكرة القدم ومنتخب اسكتلندا تحت 19 سنة لكرة القدم. أما مع النوادي، فقد لعب مع دونفرملين أثلتيك ونادي كيلمارنوك وهارت أوف ميدلوثيان.

## وصلات خارجية
- سكوت روبنسون على موقع الاتحاد الأوربي (الإنجليزية)
- سكوت روبنسون على موقع الاتحاد الإسكتلندي (الإنجليزية)
- سكوت روبنسون على موقع قاعدة بيانات كرة القدم.إي يو (الإنجليزية)
- سكوت روبنسون على موقع Soccerbase.com (لاعب) (الإنجليزية)
- سكوت روبنسون على موقع Soccerway.com (الإنجليزية)